# 拉马龙德
拉马龙德（法語：Lamaronde，法語發音：[lamaʁɔ̃d]）是法国上法蘭西大區索姆省的一个市镇，属于亚眠区。

## 地理
拉马龙德（49°48'19"N, 1°54'4"E）面积2.55 平方千米，位于法国上法蘭西大區索姆省，该省份为法国北部沿海省份，北起加来海峡省和北部省，西接滨海塞纳省和大西洋英吉利海峡，南至瓦兹省，东临埃纳省。
与拉马龙德接壤的市镇（或旧市镇、城区）包括：贝当博、科利耶尔、蒂约卢瓦拉拜、弗赖涅莱奥尔努瓦。

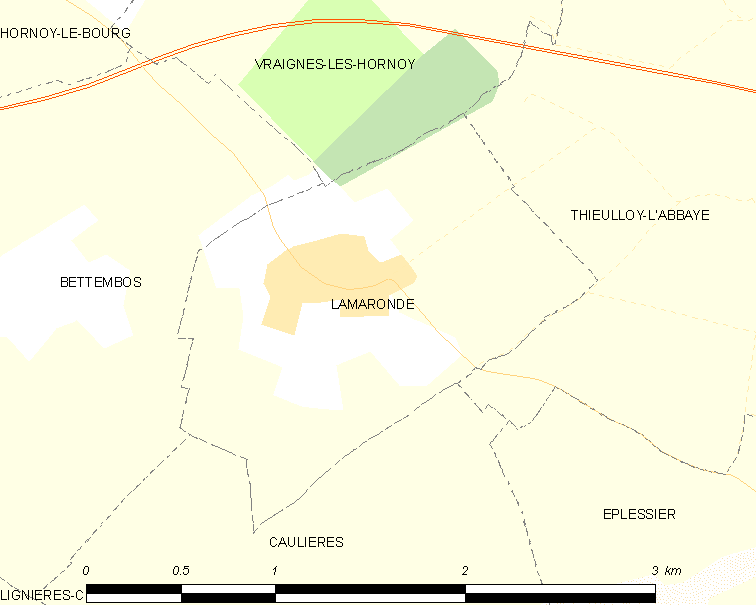
拉马龙德的OSM定位图

拉马龙德的时区为UTC+01:00、UTC+02:00（夏令时）。

## 行政
拉马龙德的邮政编码为80290，INSEE市镇编码为80460。

## 政治
拉马龙德所属的省级选区为皮卡第地区普瓦县。

## 人口

1962-2008年间拉马龙德人口变化图示

拉马龙德于2022年1月1日时的人口数量为56人。